# Teoman

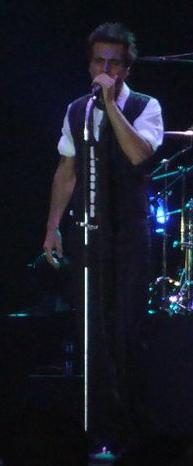
Teoman.

Teoman, eller Teoman Yakupoğlu, född 20 november 1967 i Alucra i provinsen Giresun, är en turkisk sångare och musiker.

## Diskografi
- 'Söz Muzik Teoman' (Music and Lyrics: Teoman) (2008)
- 'Teoman-Bülent Ortaçgil Konseri' (Teoman-Bülent Ortaçgil konsert) (2007)
- 'Renkli Rüyalar Oteli' (Colorful Dreams Hotel) (2006)
- 'En güzel Hikayem' (My Best Story) (2004)
- 'Teoman' (alias Red Album) (2003)
- 'Gönülçelen' (Heart Stealer) (2001)
- 'Onyedi' (Sjutton) (2000)
- 'O' (She) (1998)
- 'Teoman' (1996)

## Filmografi
- Filler ve Çimen (Elephants and Grass) (2000)
- Bank (2002)
- Mumya Firarda (Runaway Mummy) (2002)
- Balans ve Manevra (Balance and Maneuver) (2005) (actor, director, writer, composer and producer)
- Romantik (Romantic) (2007) (actor, composer)
- Barda (at the Bar) (2007)